# Myosoton
Myosoton é um género botânico pertencente à família Caryophyllaceae.